# Arbeitsstelle Schacht
Die Arbeitsstelle Schacht (auch Arbeitsstelle Dr. Schacht oder Arbeitsstelle Dr. Krämer) war eine im Juni 1932 von dem deutschen Bankier und Politiker Hjalmar Schacht gegründete und von der „Großindustrie“ finanzierte Organisation: Sie erstellte für die Nationalsozialistische Deutsche Arbeiterpartei (NSDAP) ein Wirtschaftsprogramm.

## Die Arbeitsstelle
Finanziert wurde die Arbeitsstelle von den Industriellen Albert Vögler, Paul Reusch, Gustav Krupp von Bohlen und Halbach, Fritz Springorum und August Rosterg und den Bankiers Emil Georg von Stauß und Kurt Freiherr von Schröder, die jeweils 3000 Reichsmark gaben.
Schachts Ziel war, die Unterstützung der Schwerindustrie für die NSDAP zu gewinnen. Hintergrund war die Unsicherheit der Wirtschaft im Hinblick auf die künftige Wirtschaftspolitik der Nazis. Daher wollte Schacht ein Wirtschaftsprogramm für die Nazis entwickeln, „welches Industrie und Handel mitmachen können“.
Mit der Ausarbeitung des Wirtschaftsprogramms war Dr. Carl Krämer vom „Hamburger Wirtschaftsdienst“ betraut. Die Arbeitsstelle befand sich am Schöneberger Ufer 39 in Berlin, in einer Bürogemeinschaft mit der „Zentralstelle für Europa“ des Mitteleuropäischen Wirtschaftstages und der Redaktion der Deutschen Führerbriefe. Unmittelbar gegenüber befand sich die Zentrale des Reichsverbands der Deutschen Industrie.
Die ersten beiden Ausarbeitungen Krämers trugen die Titel: „Erfahrungen mit der Devalvation in England“ und „Einführung von Handelsmonopolen“. Welche später im Neuen Plan verwirklicht wurden, dessen Kernstück, von dort zu importieren, wohin man auch exportiert auch bereits in der Arbeitsstelle konzipiert wurde.
Die Arbeitsstelle stand in Konkurrenz zur Wirtschaftspolitischen Abteilung der NSDAP
und zum Keppler-Kreis, die ebenfalls Wirtschaftsprogramme entwarfen.

## Wirtschaftsprogramm
1932 erschien Schachts Buch „Grundsätze deutscher Wirtschaftspolitik“. Darin erhob er folgende Forderungen für die Überwindung der Weltwirtschaftskrise:
- Stop der Auslandsverschuldung
- Steuersenkung für Unternehmen
- Abbau der Bürokratie
- Abschaffung der Tariflöhne und Arbeitszeitbegrenzungen
- Beschränkung der Sozialleistungen, Ersatz durch Wohltätigkeit
- Währungsdeckung über Kredite
- Ablehnung der freien Geldschöpfung
- keinerlei Beschränkung von Einkommen und Vermögen
- Steuerung des Zinssatzes
- Förderung der Wehrhaftigkeit und des Wehrwillens
- Förderung der Autarkie, aber keine vollständige Abkehr vom Weltmarkt
- Selbstversorgung Deutschlands mit Nahrungsmitteln
- Rückgabe der Kolonien

## Einschätzung in der Forschung
In der marxistischen Forschung nimmt die Arbeitsstelle einen bedeutenden Platz ein, denn beweise sie doch, dass das Wirtschaftsprogramm der Nazis von der Wirtschaft bestimmt und geschrieben wurde. In der westlichen Geschichtsschreibung wird die Arbeitsstelle dagegen als „Torso“ abgetan, deren Bedeutung für das Ende der Weimarer Republik man „vergessen“ könne.
Carl Freytag bezeichnet sie als „Think Tank“ für den Mitteleuropäischen Wirtschaftstag.